# Ruda, Camenița
Ruda (în ucraineană Руда) este localitatea de reședință a comunei Ruda din raionul Camenița, regiunea Hmelnîțkîi, Ucraina.

## Demografie
Componența lingvistică a localității Ruda
     Ucraineană (97,86%)
     Rusă (1,87%)
     Alte limbi (0,26%)
Conform recensământului din 2001, majoritatea populației localității Ruda era vorbitoare de ucraineană (97,86%), existând în minoritate și vorbitori de rusă (1,87%).